# Vegetabilno strojenje
Rastlinsko – vegetabilno strojenje z rastlinskimi strojili
Mnoge rastline imajo v lubju, lesu, listih, plodovih in koreninah strojilne snovi, ki so jih pridobivali s posebnimi postopki, stroji in napravami.
 Strojilne snovi za rastlinsko – vegetabilno strojenje:

–	pirogalolna strojila

–	pirokatešinska strojila

–	sintetična strojila

Pri rastlinskem strojenju so pomembne sladkost in kislost strojenja in postopnost čreslenja. Razlikujemo tri vrste vegetabilnega (rastlinskega) usnja, ki so ga z maščenjem zaščitili in impregnirali:

–	podplatno usnje,

–	likanec (blank) in jermensko usnje,

–	gornje usnje.

Zgodovina
 
Na Slovenskem so v 19. stoletju največ strojili s smrekovim in hrastovim lubjem ter ježicami. Uporabljali so hrastovo lubje 12–20-letnih hrastov. Lubje ima do 13 % strojilne snovi in okrog 3 % grozdnega sladkorja. Zaradi pomanjkanja hrastovega lubja so začeli uporabljati smrekovo, ki ima do 18 % strojilnih snovi, 3,5 % grozdnega in 1,5 % trsnega sladkorja. Smrekova čreslenica se močneje skisa kakor hrastova, zato so jo raje uporabljali v kombinaciji z izvlečkom kebrača.

--Cnilpa 07:44, 18. avgust 2010 (CEST)